# Andréi Jardín
Andréi Nikoláyevich Jardín (en ruso: Андре́й Никола́евич Харди́н, nacido el 14 de septiembre de 1842 en Sokołowo (condado de Ciechanów), fallecido el 6 de febrero de 1910 en Samara) fue un maestro de ajedrez ruso y abogado. Algunas transliteraciones a otros idiomas de su apellido son Chardin y Khardin. 

## Biografía
Jardín nació en la finca de su padre. Estudió Derecho en Kazán. En la década de 1870 apareció en San Petersburgo por primera vez como un jugador de ajedrez en ciernes: en algunas partidas gana contra los jugadores más importantes de Rusia, incluyendo Simon Alapin y Mijaíl Chigorin, entre otros. En 1878, se trasladó a Samara, donde se hizo un nombre por sí mismo con bastante rapidez como abogado y representante de la vida pública. A los 28 años fue elegido Presidente de Gobernación de Samara, pero perdió el cargo poco después.
En 1891 ganó una partida contra Raphael Falk 5:2. También fue derrotado por Emanuel Schiffers en dos partidas por correspondencia, pero derrotó al campeón en una competición en el tablero (en Samara 1895) con 2:7 (1, -6 = 2). A continuación, Chardin se retiró del ajedrez y jugó solo partidas ocasionales. Aunque normalmente Chardin jugaba sus partidas de ajedrez a distancia, Chigorin lo destacó como uno de los mejores jugadores de Rusia.
Chardin tuvo como oponentes figuras rusas como el matemático Andréi Márkov o el más tarde fundador de la Unión Soviética , el joven Vladímir Ilich Lenin , quien en los años 1889-1890 fue su más frecuente oponente de Ajedrez.